# Celeste (opérateur télécom)
Celeste est un opérateur télécom français spécialisé dans les offres très haut débit pour les entreprises.
La société a été créée en 2001. Elle a déployé son propre réseau de fibre optique sur tout le territoire français. En avril 2018, Les Échos indiquent que l'objectif de « devenir le seul opérateur alternatif français à disposer de sa propre infrastructure optique » est « dument rempli ».
L'entreprise est dirigée par son fondateur Nicolas Aubé.

## Création et développement
Celeste est fondé en 2001 par Nicolas Aubé et Frédérique Dofing. La société est originellement incubée dans la pépinière d’entreprise de Champs-sur-Marne avant de s’implanter dans la Cité Descartes à Champs-sur-Marne, en Seine-et-Marne. 
La société fournit des offres internet fixe aux entreprises, via un service de « fibre dédiée » (un câble est directement tiré depuis son réseau backbone de 800 Gbit/s vers le client), qui offre des débits de 1 Gb. 
En 2019, le fonds d’infrastructures Infravia achète 75 % du capital de l’entreprise. 
Le 19 janvier 2021, Celeste annonce le rachat de la société helvète VTX Telecom qui lui permet de se lancer à l’international.